# Samppa Lajunen
Samppa Lajunen   (Turku, 23 d'abril de 1979) és un esquiador finlandès, especialista en combinada nòrdica, ja retirat, que va competir durant les dècades del 1990 i 2000.

## Carrera esportiva
Va participar en els Jocs Olímpics d'Hivern de 1998 ralitzats a Nagano (Japó) on aconseguí guanyar la medalla de plata en les proves individual i per equips. En els Jocs Olímpics d'Hivern de 2002 realitzats a Salt Lake City aconseguí guanyar tres medalles d'or en les tres proves disputades: la prova individual, la prova d'esprint i la prova per equips.
Al llarg de la seva carrera aconseguí guanyar vuit medalles en el Campionat del Món d'esquí nòrdic, entre elles un or (equips: 1999), quatre plates (15 km.: 1999 i 2001; equips: 1997; i esprint: 2001) i tres medalles de bronze (15 km.: 2003; equips: 2001 i 2003).
Al final de la temporada 2004 decidí retirar-se, a l'edat de 24 anys, per continuar els seus estudis a la Universitat de Jyväskylä, on es graduà en econòmiques el 2007.